# Caecilia Andriessen
Caecilia Andriessen (Haarlem, 12 februari 1931 - Amsterdam, 6 augustus 2019) was een Nederlands pianiste, muziekpedagoog en componiste. Ze was de jongste dochter van de componist Hendrik Andriessen, en zus van de componisten Jurriaan en Louis Andriessen.
Ze was de weduwe van pianiste Tan Crone (1930-2009). Ze was Ridder in de Orde van Oranje Nassau.

## Opleiding
Caecilia Andriessen studeerde piano bij Léon Orthel en Jan de Man en orgel bij Adriaan Engels aan het Koninklijk Conservatorium in Den Haag. Ze speelde ook clavichord.

## Activiteiten
Caecilia speelde samen met haar broer Louis in een pianoduo waarmee ze veel optrad in Nederland, onder andere ook voor de radio. Verder gaf ze pianolessen bij de Stichting Kunstzinnige Vorming Rotterdam. Als een van de eersten in Nederland hield ze zich bezig met instrumentaal onderwijs in groepen, waarover ze ook lezingen gaf.

## Werk
Ter ondersteuning van het groepsonderwijs voor piano schreef Andriessen (met bijdragen van Aad Moelker en illustraties van Hanny Hazenbroek):
- Op weg naar het avontuur, voor het begin;
- Avonturieren op twee of meer klavieren;
- Groot avontuur, zettingen voor twee en drie piano's van bestaande muziek.

Verder publiceerde ze:
- Mini en Modern, 15 stukjes voor piano in oude en nieuwe toonreeksen voor de beginnende amateurpianist;
- Little things for open strings, voor beginnende vioolleerlingen (losse snaren) met eenvoudige pianobegeleiding;
- Easy pop, voor piano;
- Speelstukken, voor één of meer accordeons voor de groepsles accordeon (1983);
- Sinterklaas, ik kan al piano spelen;
- Ik speel ook al kerstliedjes;
- Blij met Bach, voor 4 piano's (12 spelers) of een veelvoud daarvan (1999);
- Spelen met Liszt, voor 5 piano's (15 spelers) of een veelvoud daarvan (1997);
- Beestebende, met tekst van Dolf Verroen en tekeningen van Hanny Hazenbroek (1972).